# Ingela Lundbäck
Ingela Kristina Lundbäck, née le 11 mai 1975 à Luleå (Suède), est une pongiste handisport suédoise concourant en classe 5. Elle est double championne d'Europe et double championne paralympique par équipes avec Anna-Carin Ahlquist.

## Biographie
Elle est atteinte d'un nævomatose basocellulaire.
Elle détient trois médailles paralympiques : l'argent en par équipes avec Anna-Carin Ahlquist à Londres en 2012 et Tokyo en 2020 et le bronze en individuel à Londres en 2012. 